# Piper rugosilimbum
Piper rugosilimbum är en pepparväxtart som beskrevs av William Trelease. Piper rugosilimbum ingår i släktet Piper och familjen pepparväxter. Inga underarter finns listade i Catalogue of Life.